# Municipio de Bangor (Iowa)
El municipio de Bangor (en inglés: Bangor Township) es un municipio ubicado en el condado de Marshall en el estado estadounidense de Iowa. En el año 2010 tenía una población de 574 habitantes y una densidad poblacional de 6,2 personas por km².

## Geografía
El municipio de Bangor se encuentra ubicado en las coordenadas 42°9′47″N 93°3′51″O / 42.16306, -93.06417. Según la Oficina del Censo de los Estados Unidos, el municipio tiene una superficie total de 92.52 km², de la cual 92,37 km² corresponden a tierra firme y (0,16 %) 0,15 km² es agua.

## Demografía
Según el censo de 2010, había 574 personas residiendo en el municipio de Bangor. La densidad de población era de 6,2 hab./km². De los 574 habitantes, el municipio de Bangor estaba compuesto por el 94,77 % blancos, el 0,52 % eran afroamericanos, el 1,57 % eran asiáticos, el 1,57 % eran de otras razas y el 1,57 % eran de una mezcla de razas. Del total de la población el 2,61 % eran hispanos o latinos de cualquier raza.